# Conférence de Yalta
Pour les articles homonymes, voir Yalta (homonymie).
 (avril 2021).
Si vous disposez d'ouvrages ou d'articles de référence ou si vous connaissez des sites web de qualité traitant du thème abordé ici, merci de compléter l'article en donnant les références utiles à sa vérifiabilité et en les liant à la section « Notes et références ».
La conférence de Yalta est une réunion des principaux responsables de l'Union soviétique (Joseph Staline), du Royaume-Uni (Winston Churchill) et des États-Unis (Franklin D. Roosevelt). Elle s'est tenue du 4 au 11 février 1945 dans le palais de Livadia, situé dans les environs de la station balnéaire de Yalta en Crimée. Elle a été préparée par la conférence de Malte du 31 janvier au 2 février 1945, où les États-Unis et le Royaume-Uni se sont concertés pour présenter un front uni à Staline sur la planification de la campagne finale contre les troupes allemandes et japonaises et sur la limitation de la progression de l'Armée rouge en Europe centrale. Les buts de la conférence de Yalta sont les suivants :
- adopter une stratégie commune afin de hâter la fin de la Seconde Guerre mondiale ;
- régler le sort de l’Europe après la défaite du Troisième Reich ;
- garantir la stabilité du nouvel ordre mondial après la victoire.

L'objectif principal de Staline est de faire confirmer les résultats de la conférence interalliée de Moscou du 9 octobre 1944 esquissant un plan de partage de l'Europe du Sud-Est en « zones d'influence » pour l'après-guerre. Ce sont ces résultats qui, ajoutés à ceux de la seconde conférence de Québec, débouchent sur la « guerre froide ». La version officielle soviétique après la guerre est fondée sur le souci de « préserver l'Union soviétique de futures attaques, comme en 1914 et en 1941, en la protégeant par un glacis territorial et politique »[réf. nécessaire]. La diplomatie soviétique œuvre donc à la création d’une Pologne dirigée par un gouvernement ami de l'URSS.
Churchill et Roosevelt cherchent à obtenir de Staline la promesse que l'URSS entre en guerre contre le Japon dans les trois mois après la capitulation de l’Allemagne et les deux sont donc prêts à faire des concessions.
Staline négocie d'autant plus en position de force que les troupes soviétiques ne sont plus qu’à une centaine de kilomètres de Berlin.
Par ailleurs, Roosevelt, dont la santé se dégrade, affiche une totale méconnaissance des valeurs morales de son interlocuteur en affirmant : « Si je lui donne tout ce qu'il me sera possible de donner sans rien réclamer en échange, noblesse oblige, il ne tentera pas d'annexer quoi que ce soit et travaillera à bâtir un monde de démocratie et de paix ».
Enfin, les médias et les manuels scolaires présentent souvent cette conférence comme un « partage du monde entre puissants », idée tenace déjà dénoncée dans un article de Raymond Aron, « Yalta ou le mythe du péché originel », dans Le Figaro du 28 août 1968. Cette « image faussée a une double origine. D'une part, elle est le reflet, a posteriori, du partage effectif du monde, survenu à partir de 1947, avec les doctrines antagonistes [Truman pour l'ouest et Jdanov pour l'est], dans le cadre de la Guerre froide. D'autre part, elle exprime le ressentiment de responsables frustrés par leur absence de la conférence [De Gaulle et les exilés de l'est] ou ses résultats »,.

## Rapport des forces
En février 1945, le rapport des forces est nettement à l'avantage de Staline.
Les forces soviétiques sont, de loin, les premières en nombre et en armement, atteignent Varsovie et Budapest, et menacent Berlin depuis les têtes de pont conquises sur l'Oder quelques jours plus tôt. Cependant, Staline est prudent. Sa priorité est la prise de Berlin, à la fois comme symbole de sa victoire et pour les avantages politiques et scientifiques qu'elle lui conférera. Il tient à s'emparer du maximum de régions industrielles allemandes et de l'institut de physique nucléaire de Dahlem, où il espère trouver des éléments de fabrication de la bombe atomique. Il craint une capitulation allemande, voire un retournement des alliances, qui le frustrerait ainsi de sa victoire. Aussi, il fait croire à ses alliés que Berlin n'est pas prioritaire et que l'offensive principale de l'Armée rouge portera vers la Bohême et la vallée du Danube : il les invite à chercher la jonction en Allemagne du Sud.
Pour Roosevelt, Eisenhower et les responsables américains en général, la priorité est de finir la guerre avec le minimum de pertes en vies américaines. Le président américain accepte de laisser l'URSS fournir l'effort de guerre le plus lourd, quitte à lui abandonner une plus vaste zone d'occupation. Peu méfiant, il annonce dès le début de la conférence que les troupes américaines quitteront l'Europe deux ans après la fin de la guerre.
De son côté, Churchill souhaite rétablir un équilibre européen et éviter une hégémonie soviétique sur le continent, mais, ayant déjà beaucoup cédé lors de la conférence interalliée de Moscou le 9 octobre 1944, il n'est plus en position de revenir sur ses concessions. C'est d'ailleurs à cette conférence moscovite que furent joués les sphères d'influence et les rapports de force à l'avantage des communistes.

## Les accords

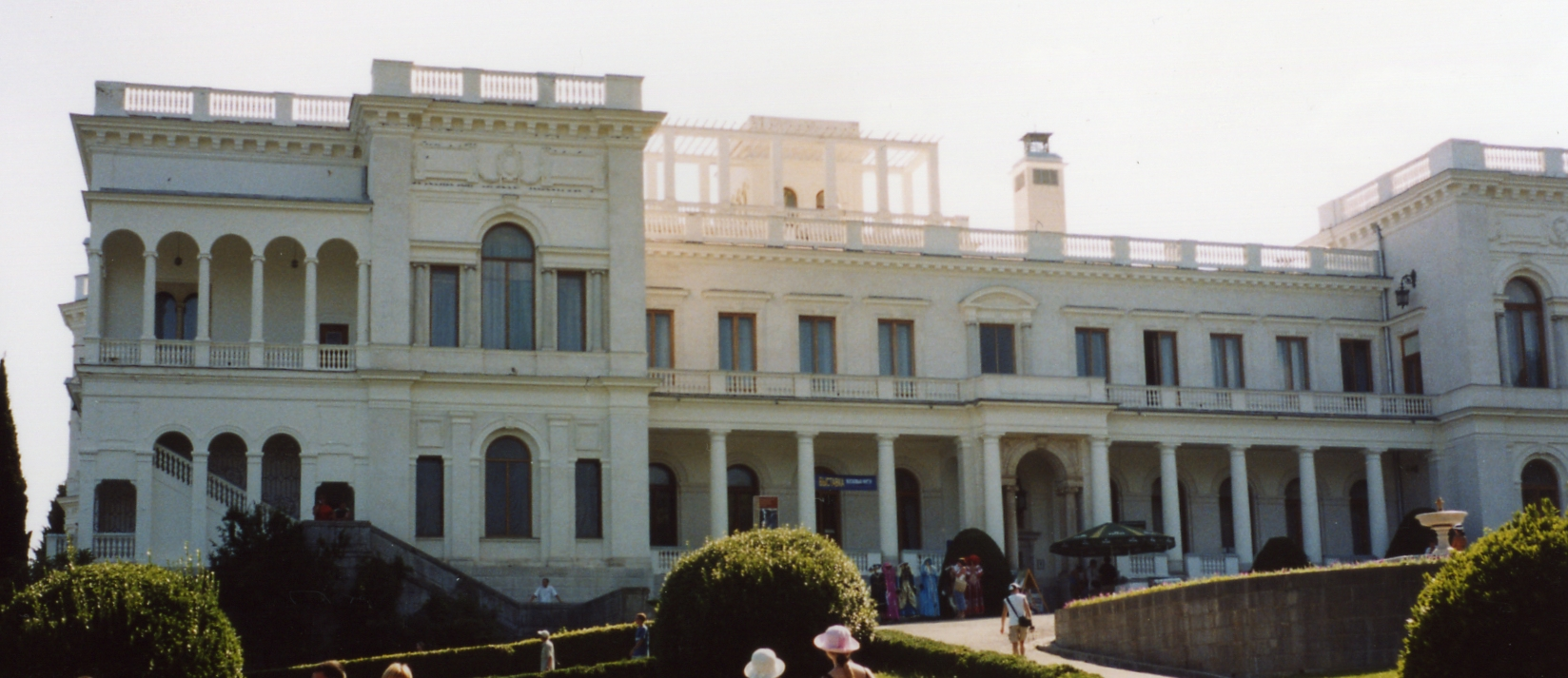
Palais de Livadia, près de Yalta, où sont signés les accords de Yalta en 1945.

Les accords conclus à l'issue des rencontres prévoient :
- des élections libres dans les États européens libérés, les trois alliés s'engageant à « constituer des autorités gouvernementales provisoires largement représentatives de tous les éléments démocratiques des populations et qui s'engageront à établir, dès que possible, par des élections libres, des gouvernements qui soient l'expression de la volonté des peuples » (cf. Communiqué final en annexe : Déclaration sur l'Europe libérée) ;
- l'organisation en avril 1945 de la conférence de San Francisco ;
- l’entrée en guerre de l'URSS contre le Japon dans les trois mois qui suivent la défaite de l'Allemagne, l'URSS recevant en échange le sud de l’île de Sakhaline et les îles Kouriles ;
- la destruction du militarisme allemand et du nazisme ;
- la division de l'Allemagne en trois zones occupées par les trois vainqueurs : États-Unis, URSS, Royaume-Uni (par la suite, Churchill soutient une division de l'Allemagne en quatre zones d'occupation, la quatrième revenant alors à la France. Cette proposition aboutit peu avant la conférence de Potsdam : cf. Déclaration de Berlin du 5 juin 1945) ;
- déplacement de la Pologne vers l'ouest : elle cède des territoires à l'URSS et reçoit en compensation des territoires enlevés à l'Allemagne ;
- l'établissement de la frontière soviéto-polonaise sur la ligne du pacte germano-soviétique de 1939 (correspondant en partie à la ligne Curzon) ;
- la réorganisation du « Comité de Lublin », gouvernement pro-soviétique établi en Pologne « suivant des bases démocratiques plus étendues, avec l'inclusion des chefs démocrates se trouvant à l'étranger », des membres du gouvernement polonais en exil à Londres (cf. Communiqué final en annexe : Pologne) ;
- quelques modalités concernent le fonctionnement de l'ONU dont la création a été décidée en 1944 à la conférence de Dumbarton Oaks : le droit de veto des membres permanents du Conseil de sécurité jouera pour tous les cas sauf pour les questions de procédure ; l’URSS demande autant de sièges qu'elle compte de républiques (soit 15[6]), mais en obtient « seulement » trois (un pour la Russie, plus deux pour l'Ukraine et la Biélorussie) ; les Nations unies auront un droit de regard sur l'organisation de l'Europe.

## Une conférence pour terminer la guerre

### L'Allemagne: défaite, occupation, réparations
Lors de la première séance plénière, la question principale porte sur la défaite de l’Allemagne par une analyse de la situation militaire. Cela débouche sur le premier article du communiqué disponible au public.
Selon la dernière phrase de cet article, « Il a été procédé à un échange complet et réciproque des renseignements ». Le général Marshall indique qu’une offensive massive est possible sur le front de l’ouest mais que les alliés ne peuvent franchir le Rhin avant le mois de mars.
Staline prend alors la décision que l’Armée rouge libérera la Tchécoslovaquie et la Hongrie, repoussant la prise de Berlin. Ainsi, Staline évite toute tension avec les alliés occidentaux. Cependant, cette première séance plénière est importante en définissant correctement le cadre général des négociations qui vont suivre : les Occidentaux sont en position d’infériorité par rapport aux Soviétiques.
Lors de la deuxième séance plénière du 5 février, Staline aborde la question de l’occupation de l’Allemagne, qu’il considère être la plus importante.
Lors de la conférence de Téhéran, tous les Alliés étaient d’accord sur un démembrement complet de l’Allemagne, mais cette certitude devient moins évidente à l’approche de la victoire.
Les Occidentaux pensent briser le Reich nazi, mais faut-il détruire l’Allemagne et sa population ? On peut lire dans le deuxième article du communiqué disponible au public : « Nous sommes inflexiblement résolus à anéantir le militarisme et le nazisme allemand », mais les alliés présentent le peuple allemand comme victime du nazisme et décident qu’« Il n’est pas dans notre intention d’anéantir le peuple allemand ». Churchill considère alors l’Allemagne comme une future alliée contre l’expansionnisme soviétique.
Pourtant, un démembrement de l’Allemagne est conclu avec une « autorité suprême » des occupants, censé garantir la paix future en Europe. Chacun des alliés occupera une zone séparée, et la France est invitée à participer à ce projet. Cependant, les Soviétiques sont en position de force, et la zone française est donc prise aux dépens de la zone anglaise et américaine.
La France est aussi invitée à siéger au Conseil de contrôle interallié pour l’Allemagne. De plus, il est conclu que l’Allemagne sera entièrement démilitarisée et désarmée. Cette mesure est encore plus sévère que ce qui est prévu par le traité de Versailles de 1919, qui fixe le nombre de militaires allemands à un maximum de cent mille.
La question des réparations est elle aussi engagée par Staline, qui demande de l’Allemagne en gage de réparation, 20 milliards de dollars au total, dont la moitié ira à l’URSS.
Sur ce point, c’est aussi Churchill qui s’oppose à cette somme démesurée et insiste pour que l’économie allemande ne soit pas anéantie. Il est d’ailleurs écrit dans le troisième article du communiqué disponible au public, que les dommages à verser par l’Allemagne seront à calculer « dans la plus grande mesure possible ». Cette question n’est pas résolue entièrement.
Sont définis les différents moyens de réparation des dommages auxquels est contrainte l’Allemagne : des transferts de biens et d’argent, des livraisons de marchandises, et l’utilisation de la main-d’œuvre allemande. Les deux points sur lesquels la conférence ne s’est pas fixée sont la mise en œuvre de ce plan et surtout le montant des réparations.
Pour cela, les Alliés décident la création d’une commission, qui siègera à Moscou, réunira les représentants des trois pays alliés et fixera le coût total des réparations sur la base de la proposition du gouvernement soviétique. Si la demande soviétique est ainsi à moitié acceptée, c’est parce que Roosevelt considère que les Soviétiques font déjà suffisamment de concessions et il ne prend donc pas le parti des Britanniques.

La partition de l'Allemagne en zones d'occupation alliées telle qu'elle fut retenue :   - zone française (deux enclaves) et, depuis 1947 la Sarre
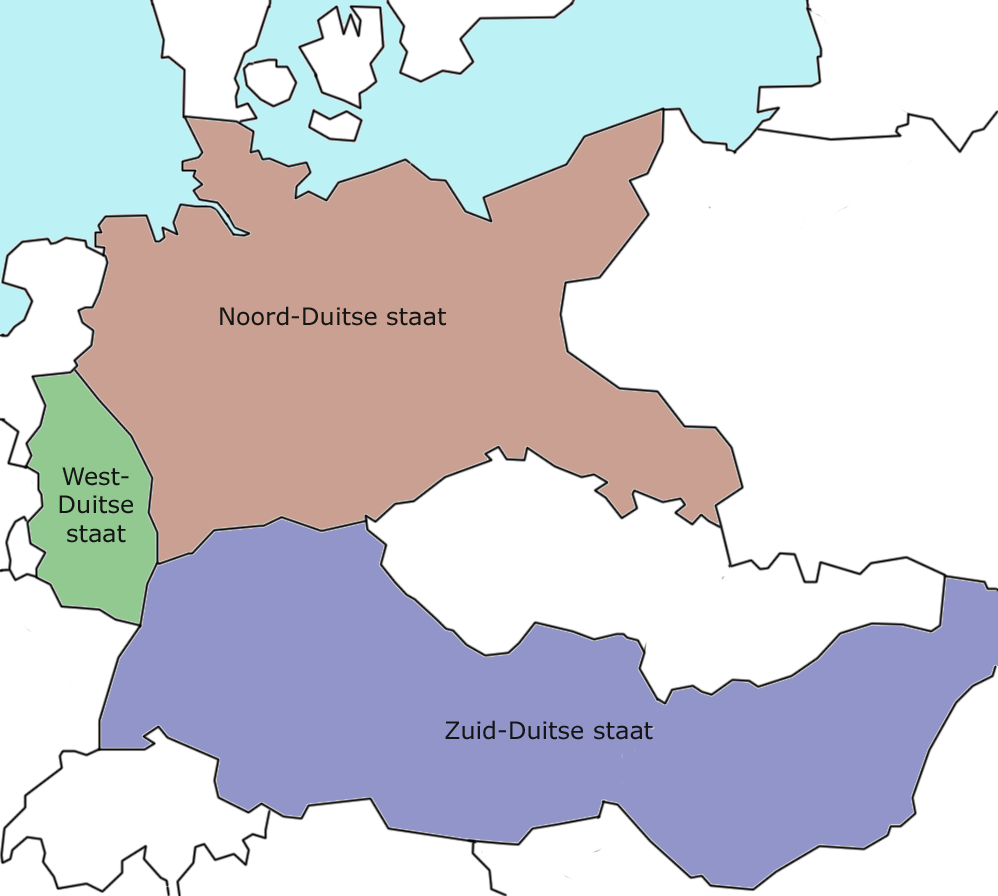
Le plan de partition en trois de Winston Churchill : L'État nord-allemand à majorité protestante L'état bavaro-austro-hongrois à majorité catholique (la Danubie), incluant les actuelles Autriche et Hongrie L'état ouest-allemand mixte protestant et catholique (la Rhénanie)
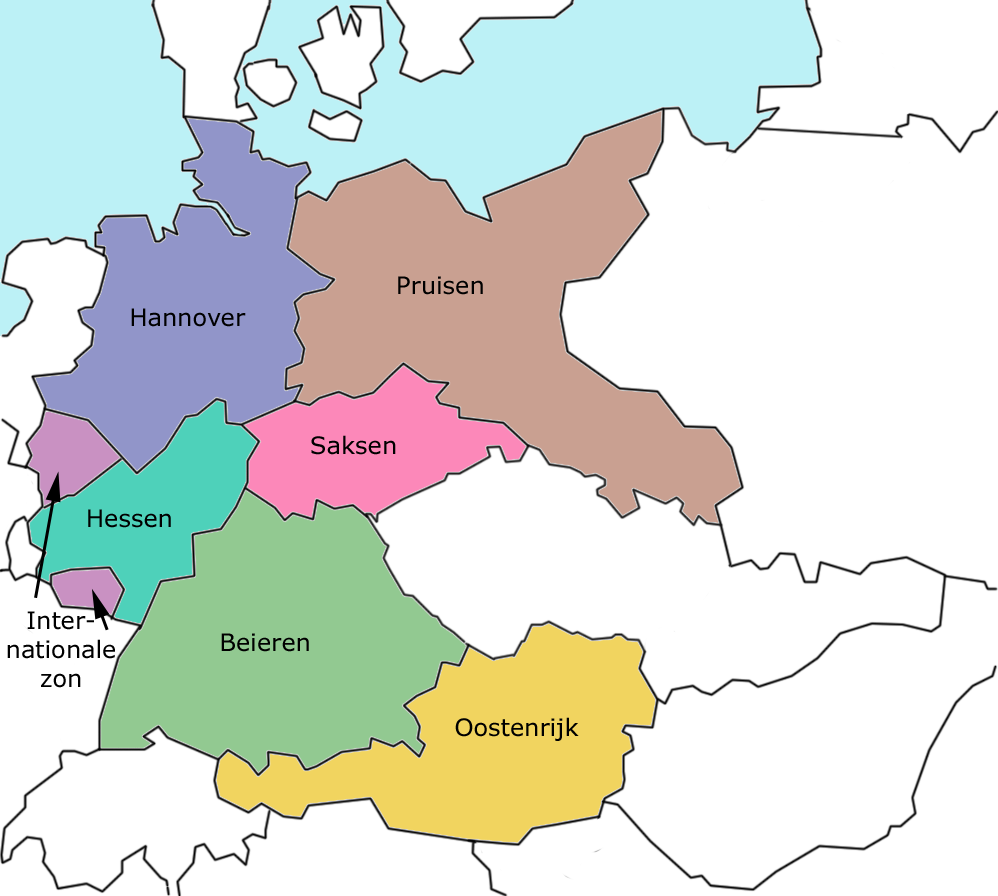
Le plan de partition en sept de Franklin Delano Roosevelt : La Hanovre La Prusse La Hesse La Saxe La Bavière La zone internationale (deux enclaves) L'Autriche
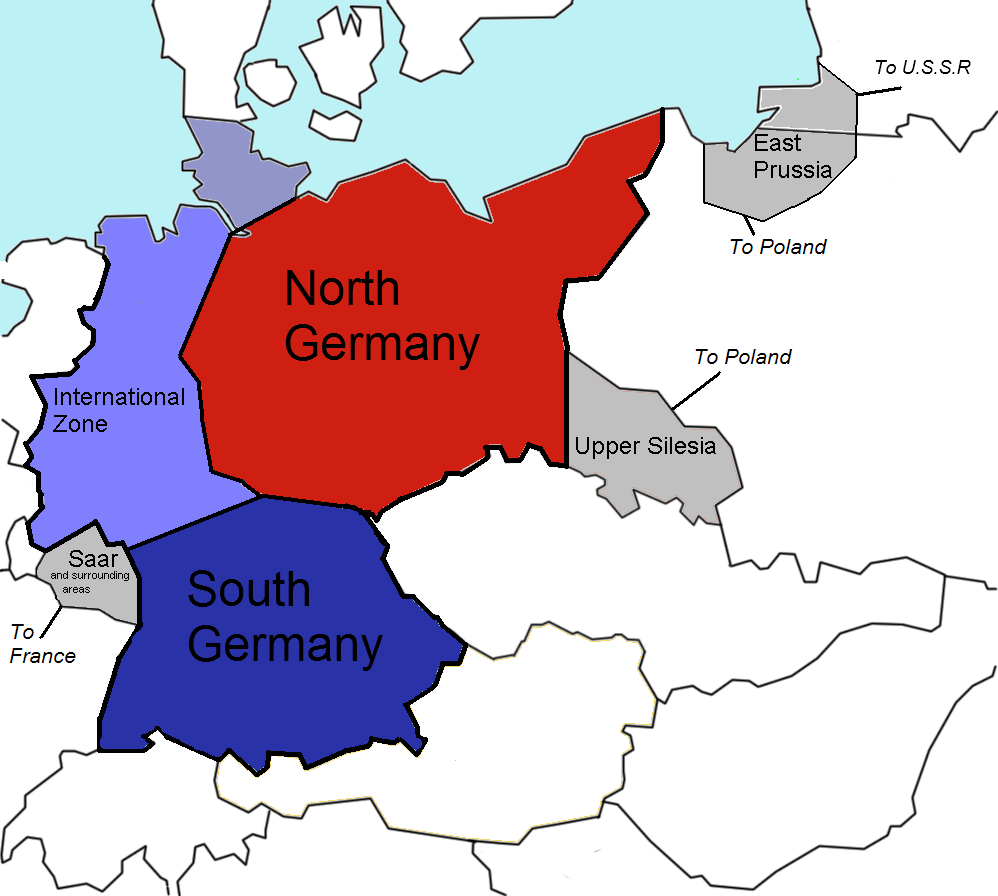
Le plan Morgenthau : La Niederlande La Hochlande La zone internationale Territoires perdus par l'Allemagne : la (Sarre rattachée à la France, la Haute-Silésie rattachée à la Pologne, et la Prusse-Orientale partagée entre celle-ci et l'URSS)
  - zone britannique
  - zone américaine
  - zone soviétique, devenue ensuite la RDA
  - zone rattachée à la Pologne
- Le plan de partition en trois de Winston Churchill :   - L'État nord-allemand à majorité protestante
  - L'état bavaro-austro-hongrois à majorité catholique (la Danubie), incluant les actuelles Autriche et Hongrie
  - L'état ouest-allemand mixte protestant et catholique (la Rhénanie)
- Le plan de partition en sept de Franklin Delano Roosevelt :   - La Hanovre
  - La Prusse
  - La Hesse
  - La Saxe
  - La Bavière
  - La zone internationale (deux enclaves)
  - L'Autriche
- Le plan Morgenthau :   - La Niederlande
  - La Hochlande
  - La zone internationale
  - Territoires perdus par l'Allemagne : la (Sarre rattachée à la France, la Haute-Silésie rattachée à la Pologne, et la Prusse-Orientale partagée entre celle-ci et l'URSS)

### Le Japon: une entrée en guerre de l’URSS?
La conférence porte sur la question de la défaite japonaise. Il est dit que : « Les chefs des gouvernements des trois grandes puissances […] ont décidé d’un commun accord […] que l’URSS entrera en guerre contre le Japon ». Si cette formule « commun accord » est employée dans ce cas précis c’est tout d’abord pour ne pas contrarier Churchill. En effet, la question de l’Extrême-Orient, concernant les modalités et les conditions de l’engagement soviétique, s’est réglée lors d’une conversation privée entre Roosevelt et Staline.
L'URSS entrera en guerre trois mois après la capitulation allemande (ce sera donc, finalement, le 8 août 1945). Les conditions de l’engagement ayant fait débat sont celles de Port-Arthur et des chemins de fer mandchous. L’URSS obtient le statu quo en Mongolie et l'annexion des îles Kouriles et Sakhaline. Port-Arthur ne sera pas annexé mais internationalisé, et les chemins de fer mandchous ne seront pas propriété de l’URSS mais contrôlés par une commission soviéto-chinoise.
Néanmoins, Staline et Roosevelt veulent un accord du président chinois sur ces points, et ne pas les lui imposer. Churchill n'est mis au courant de ces propositions que le lendemain de l’entrevue, et malgré son hostilité et sa volonté de négociation, il finit par céder, craignant d’être mis à l’écart sur les affaires japonaises.

## Une conférence pour poser les bases d'un monde nouveau

### Roosevelt: pour une organisation politique mondiale
Pour Roosevelt, le principal dossier de Yalta est celui de la future Organisation des Nations unies. Il entendait réussir, là où Wilson avait échoué après la Première Guerre mondiale avec la Société des Nations, et devenir l’arbitre entre les Britanniques et les Soviétiques. Il ne se montre donc pas trop exigeant avec Staline, notamment sur la question de la Pologne. Tous les acteurs sont d’accord sur ce projet mais une question fait débat : qui sera membre du Conseil de sécurité, et quels pays composeront l’Assemblée ? Les Américains soutiennent l’adhésion de la Chine et les Britanniques celle de la France au sein du Conseil de sécurité. Bien que Staline objecte le fait qu’il serait en position défavorable, il finit par céder. Le réel problème se pose alors pour la composition de l’Assemblée. Les Soviétiques craignent une mainmise anglo-américaine (soutien des pays du Commonwealth et d’Amérique latine). L’URSS exige donc que chacune des seize républiques soviétiques fédérées dispose d’un siège. Dans l’extrait de la conférence non disponible au public, on constate que l’URSS obtient l’adhésion de deux républiques fédérées : la Russie blanche (Biélorussie) et l’Ukraine. Après réflexion et négociations, Staline ne demandait plus que l’adhésion de ces deux républiques et la Lituanie. Cette dernière est refusée, mais Roosevelt doit s’incliner face à Staline pour préserver la réussite de son projet (l'ONU).
Une conférence future est programmée pour le 25 avril 1945 à San Francisco. Cette conférence fut organisée parce que les trois grands n’ont su se mettre d’accord sur le système de vote de l’assemblée de la future ONU et sur l’obtention du droit de veto ou non. Ils ne se sont d’ailleurs pas mis d’accord sur les États qui pourront accéder à cette organisation. Il est donc déclaré dans un extrait non disponible au public : « Les nations associées qui auraient déclaré la guerre à l’ennemi commun avant le 1er mars 1945 » seront invitées à la conférence de San Francisco et pourront faire partie de l’ONU.

### La question polonaise
Les questions à propos de la Pologne font l’objet de vives tensions à Yalta. En effet, du côté de l’URSS, la Pologne est le pays dont elle a obtenu une partie du territoire dès 1939, à la suite du pacte germano-soviétique, et du côté occidental, la Pologne est une alliée qui avait eu la garantie d’une aide en cas d’agression allemande, ce qui a entraîné l’entrée en guerre des alliés. Lors de la conférence, les deux principales questions concernant la Pologne sont la nouvelle délimitation de ses frontières et la composition de son gouvernement, qui définira la nature de son futur régime politique.
La frontière orientale de la Pologne ne pose pas de problème, comme on peut le voir dans l’article VI : « La frontière orientale de la Pologne à l’Est devra suivre la ligne Curzon, avec des déviations au profit de la Pologne sur une profondeur de 5 à 8 kilomètres par endroits ». Le vrai problème est celui de la frontière occidentale avec l’Allemagne, Staline proposant alors le fleuve de la Neisse. Ce déplacement de la frontière occidentale vers l’ouest est une compensation des pertes orientales, dans le but de ne pas réduire la taille du territoire polonais de manière trop importante. La question porte ensuite sur le choix de la Neisse : le fleuve se sépare en deux, la Neisse orientale et la Neisse occidentale. Les trois s’accordent sur une formule ambiguë : « La Pologne devra obtenir des accroissements sensibles de territoire au nord et à l’ouest ». Churchill est sceptique : l’annexion de cette partie du territoire allemand, jusqu’à l’Oder et la Neisse signifie la présence de six millions d’Allemands sous la souveraineté polonaise. Toutefois, Staline déclare que « le problème des nationalités est un problème de transport ». Dans l'année suivante, 11,5 millions d'Allemands seront alors « déplacés » hors de ces territoires, remplacés par 4,5 millions de Polonais eux-mêmes « déplacés » hors de la Pologne orientale devenue soviétique.
La question de la composition du gouvernement polonais et de son régime politique est plus aiguë. Pour Churchill, elle a une forte signification symbolique puisque le Royaume-Uni a accueilli le gouvernement polonais en exil durant la guerre. Pour Roosevelt, elle touche à l’électorat américain puisqu'il venait d’être réélu après avoir fait des promesses à des millions d’Américains d’origine polonaise. Il y a deux gouvernements de Pologne : l'un en exil à Londres depuis 1939, de fait plutôt proche des Occidentaux, puisqu'il a dû fuir la Pologne à la suite de l'invasion soviétique. Staline a mis en place un second gouvernement, d'obédience communiste, l’a installé à Lublin après la libération de l’est de la Pologne, l’a officiellement reconnu en juillet 1944 et lui a confié l’administration du territoire polonais derrière les lignes militaires soviétiques, en ignorant le gouvernement en exil à Londres. Les Occidentaux refusent de reconnaître ce gouvernement puisqu'ils estiment qu’il y a un problème de représentativité. Pour pallier ce problème, on s’accorde à Yalta sur la mise en place « d’élections libres et sans contraintes ». Pourtant, Staline n’a pas la moindre intention de dissoudre le gouvernement de Lublin ou de se soumettre à de véritables élections libres. Il réaménagera seulement l’équipe gouvernementale de Lublin en y ajoutant quelques membres supplémentaires polonais.

### La déclaration sur l'Europe libérée
Cette déclaration a été proposée par Roosevelt et Staline et montre généreusement les principes censés permettre l’établissement d’un « ordre mondial régi par le droit ». Il est dit dans cet article que dans chacun des pays libérés, des gouvernements provisoires seront constitués en ayant la forme et la politique que chacun de ces États souhaite. Il est aussi dit que des élections libres auront lieu dans chacun de ces pays. Cet article est une grande preuve de naïveté de la part de Roosevelt, qui se félicite d’avoir donné une tonalité morale aux accords de Yalta. D’ailleurs, par cynisme ou lassitude, Staline approuve tout sans protester.
Cependant, cette déclaration sur l’Europe libérée mentionne une convention sur la libération des prisonniers, qui n'est pas anodine. Celle-ci n’apparaît ni dans le communiqué officiel ni dans le protocole des travaux. Elle prévoit que tous les prisonniers des Allemands seront regroupés par nationalité et dirigés vers leur pays d’origine. En réalité, de nombreux prisonniers russes ne souhaitent pas repartir en URSS, d'autant que le règlement de l'Armée rouge assimile la capture par l'ennemi à une trahison. On évalue à deux millions le nombre de Soviétiques rapatriés contre leur gré et déportés au goulag comme « traîtres ».

## Conclusion

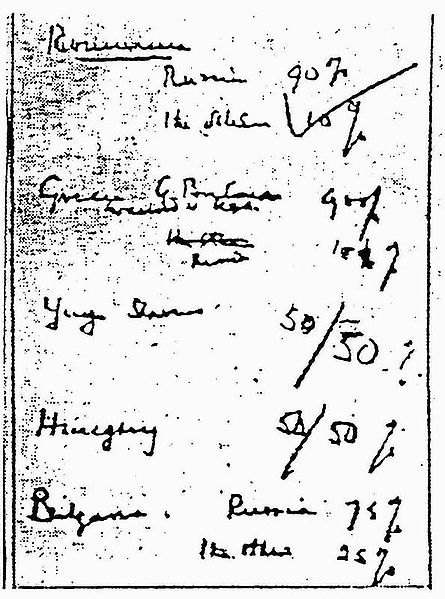
Conservé à la Bildarchiv der Österreichischen Nationalbibliothek de Vienne, le fameux accord de pourcentages contresigné par Churchill et Staline à Moscou le 9 octobre 1944.

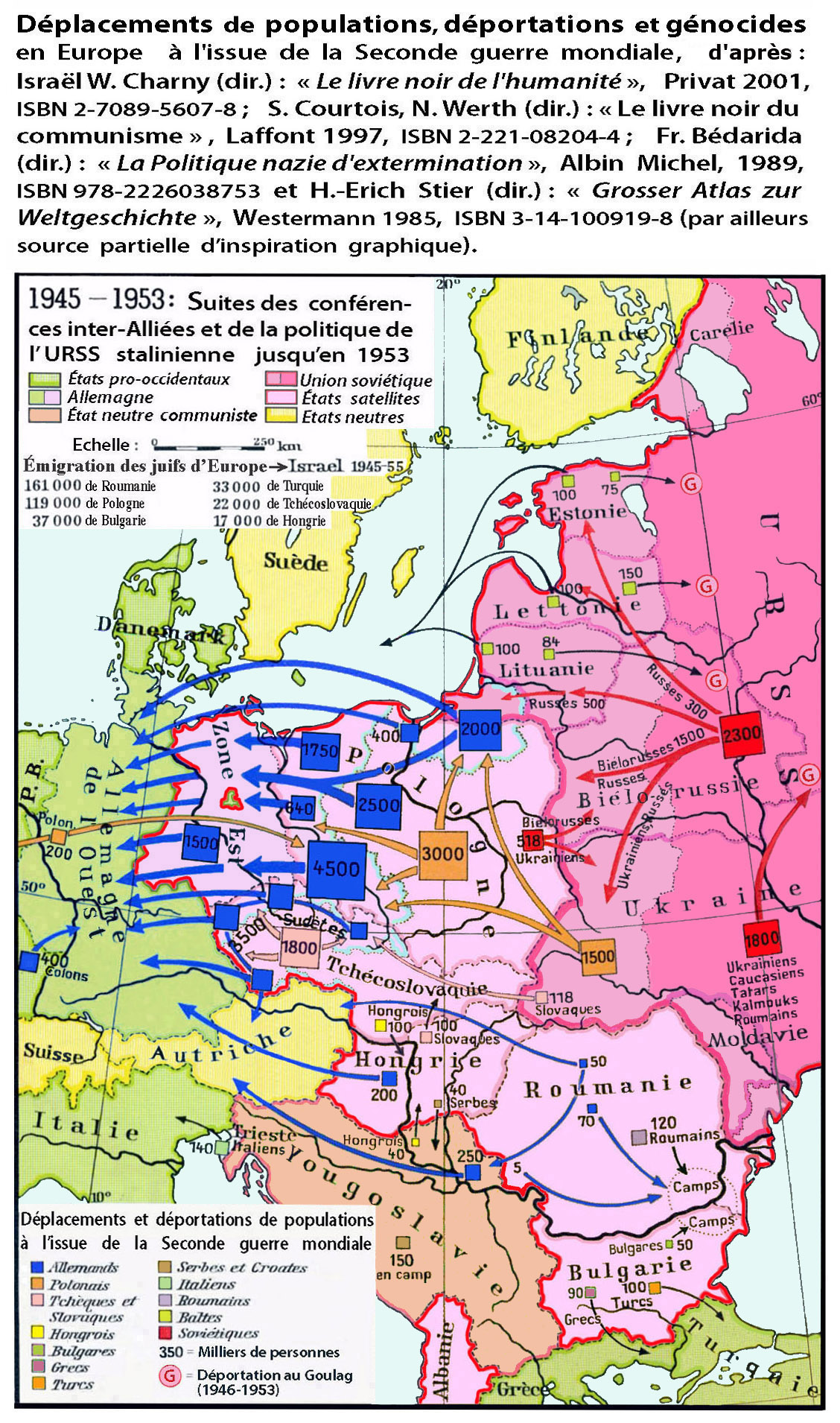
Conséquences territoriales et démographiques des changements actés en Europe orientale par les conférences inter-alliées de Moscou (1944), Yalta et Potsdam (1945).

Dans le communiqué officiel du 11 février 1945, il n'est pas fait état des trois sièges concédés à l’URSS à l’assemblée générale de l’ONU, de l’évaluation des réparations allemandes ou des avantages territoriaux reconnus à l’URSS en Asie.
Ce communiqué produit donc une profonde impression sur la presse et dans les milieux parlementaires. Spontané ou organisé, l’enthousiasme est très manifeste aux États-Unis et en URSS.
En Europe occidentale, la satisfaction est plus nuancée, les Britanniques évoquent le chaos allemand après Versailles comme un exemple à ne pas suivre. En France, bien que Charles de Gaulle souligne le manque de précision sur le cas polonais et perçoive la naïveté de la « Déclaration sur l’Europe libérée », la conférence et ses conclusions sont globalement saluées, d'autant qu'elle admet la France parmi les « Quatre Grands » et lui fait de substantielles concessions par rapport au statut que les Anglo-Américains sont un temps disposés à accorder à la France.
Les résultats de Yalta sont approximatifs. Les Anglo-Américains obtiennent peu d'engagements concrets importants sur le futur européen en contrepartie de ce qu'ils offrent à Staline, qui est de plus décidé à exploiter au mieux sa position de force en Europe de l'Est.
Les trois chefs de gouvernement ou d’État n’ont négocié aucun point sur la question des déportés, les Soviétiques ayant libéré Auschwitz le 27 janvier sans rien révéler avant le début de mai.
Contrairement à la légende, ce n'est pas à Yalta que s'est décidé le « partage de l'Europe » en « taux d'influence » mais à Moscou, le 9 octobre 1944, à travers un accord entre Churchill et Staline. Les États-Unis, présidés par le président Roosevelt, attaché au droit des peuples à disposer d'eux-mêmes, n'en sont pas informés dans un premier temps.
Contresigné par Churchill et Staline, cet accord prévoit les « taux d'influence » suivants, respectivement pour les Alliés occidentaux et pour l'URSS : Hongrie et Yougoslavie : 50-50 %, Roumanie : 10 % - 90 %, Bulgarie : 25 % - 75 % et Grèce : 90 % - 10 %, nonobstant le poids respectif des non-communistes et des communistes dans les mouvements de résistance et les opinions (par exemple, les communistes étaient très minoritaires en Roumanie et Bulgarie mais majoritaires en Grèce à la tête du principal mouvement de résistance). Les pourcentages étaient très théoriques et inapplicables de facto. Certains historiens ont estimé que l'influence de cet accord a été exagérée. Par exemple, la Tchécoslovaquie, la Hongrie et la Yougoslavie ont vu les communistes y monopoliser le pouvoir bien que les accords ne mentionnent pas la première et aient prévu une égalité d'influences dans les deux autres.
Cet accord avait été préparé au printemps 1943 lorsque Churchill et Anthony Eden s'étaient rendus à Moscou pour conférer avec Staline et Viatcheslav Molotov.
Selon Churchill, ces accords n'avaient qu'une portée provisoire, le temps de la guerre, mais il est peu probable qu'il n'en ait pas perçu le risque, même s'il a sous-estimé la violence qui allait s'exercer sur les pays laissés aux Soviétiques. Son objectif principal était d'obtenir de Staline un renoncement à la Grèce, où la guerre civile grecque allait découler du choc entre la résistance grecque à majorité communiste et la volonté anglaise de maintenir la Grèce dans la sphère d'influence occidentale. L'établissement de la tutelle soviétique en Europe orientale allait se traduire par plusieurs décennies de dictature au sein du bloc de l'Est, et en Grèce, les troubles et la dictature des colonels traduisaient la tutelle des Anglo-Américains.
Presque immédiatement après Yalta, Staline viole les accords. En Roumanie, les communistes noyautent les institutions, répriment les protestations de manière sanglante et imposent au roi de nommer un gouvernement communiste par le coup d'État du 6 mars 1945 alors que l'armée roumaine se bat contre la Wehrmacht en Hongrie et Tchécoslovaquie. Le cas de la Bulgarie obéit aux mêmes règles. En Pologne, les Soviétiques favorisent les hommes politiques qu'ils ont placés, temporisent les discussions avec les Alliés pour réprimer l'opposition et tendent des pièges aux membres de la résistance non communistes. Pendant tout ce temps, Roosevelt cherche à faire évoluer Staline en jouant la carte de l'apaisement.
La conférence suivante réunissant les trois Alliés est celle de Potsdam d’août 1945, qui tente d’éclaircir certains points jugés trop flous à Yalta, mais l’URSS et les Alliés ont fait le lit de la guerre froide. L'accord stipulait aussi le renvoi en URSS de ceux qui avaient rejoint la Wehrmacht pour combattre le communisme et de tous les prisonniers soviétiques. Or, être fait prisonnier au front était assimilé par le code militaire soviétique à une trahison passible de la peine de mort (pour ceux qui s'étaient rendus) ou de la déportation au goulag (pour ceux qui avaient été capturés)

## Pourquoi Yalta?
En réalité, Roosevelt et Staline sont parvenus rapidement à un accord parce que les intérêts américains et soviétiques étaient convergents : tout d'abord, écraser l'Allemagne, ensuite se partager le monde en zones d'influences. Dans cet esprit, l'Europe Occidentale, celle de Charlemagne, avec laquelle les États-Unis ont les relations commerciales et culturelles les plus étroites et d'où viennent la plupart des émigrants, sera réservée à l'influence américaine, tandis que l'Europe de l'Est, constituée d'États faibles et relativement récents, utile pour constituer un glacis protecteur de l'URSS, sera réservée à l'influence soviétique. L'erreur de Roosevelt, fortement influencé par son éminence grise, Harry Hopkins, sera double : d'une part, croire en la pérennité de l'alliance soviéto-américaine, alors que de Gaulle et Churchill, plus lucides, avaient anticipé la rupture future, pour des raisons géopolitiques classiques, à savoir la fin de l'ennemi commun ; d'autre part, Hopkins et Roosevelt se tromperont complètement sur la nature du régime soviétique et la personnalité de Staline, qu'ils appelaient familièrement "Oncle Joe", contrairement à de Gaulle et Churchill, là aussi, plus lucides.